# Himitsu Sentai Goranger
JAKQ
Himitsu Sentai Goranger (秘密戦隊ゴレンジャー, Himitsu Sentai Gorenjā, littéralement Goranger, l'escadron secret) est une série télévisée japonaise du genre tokusatsu, créée par Shōtarō Ishinomori (le créateur de Kamen Rider). Produite entre avril 1975 et mars 1977, la série comprend 84 épisodes de 25 minutes, et est la première série à exhiber les caractéristiques principales du sentai, à savoir :
- l'équipe de cinq héros (par rapport aux héros solitaires des autres tokusatsus),
- les costumes en textile (et non en matériaux durs, comme dans Kamen Rider par exemple)
- le fait que les héros ont chacun une couleur dominante qui les différencie, avec le rouge en tant que héros principal

Malgré cela, la série n'est pas considérée comme un Super Sentai au moins jusqu'en 1989 (et au plus tard jusqu'en 1995), la franchise Super Sentai Series n'ayant été créée qu'en 1979. Néanmoins, en janvier 1985 (juste avant la fin de Bioman), en pensant fêter les 10 ans de la franchise Super Sentai Series, un magazine japonais a fait un résumé de l'histoire de chaque équipe jusqu'à Bioman et avait donc inclus Goranger et JAKQ, mais il s'agirait d'une erreur du magazine à l'époque, d'autant plus que le magazine avait également mis Ninja Captor, un autre tokusatsu du genre diffusé en 1976, entre Goranger et JAKQ, et qui finalement n'entrera pas dans ladite franchise.

## Synopsis
L'Armée de la Croix noire projette d'envahir le monde. Mais le commandant Gonpachi Edogawa décide alors de former une équipe à laquelle est confiée la tâche de lutter contre cette menace.

## Personnages

### Go Rangers
- Tsuyoshi Kaijô (海城 剛, Kaijō Tsuyoshi?) / Aka Ranger (アカレンジャー, Aka Renjā?)
  - Armes : Red Whip (レッドビュート, Reddo Byūto?), New Red Whip (ニューレッドビュート, Nyū Reddo Byūto?), Yari Whip (ヤリビュート, Yari Byūto?), Drill Whip (ドリルビュート, Doriru Byūto?), Red Hunter (レッドハンター, Reddo Hantā?), Silver Shot (シルバーショット, Shirubā Shotto?)
- Akira Shinmei (新命 明, Shinmei Akira?) / Ao Ranger (アオレンジャー, Ao Renjā?)
  - Armes : Bluechery (ブルーチェリー, Burūcherī?) (épisodes 1-42), Ultra Bluechery (ウルトラブルーチェリー, Urutora Burūcherī?) (épisodes 43-84)
- Daita Oiwa (大岩 大太, Ōiwa Daita?) / Ki Ranger I (初代キレンジャー, Shodai Ki Renjā?) (épisodes 1-54, 67-84)
  - Armes : Yellow Trans Ceiver (イエロートランシーバー, Ierō Toran Shībā?), Ki Sticker (キーステッカー, Kī Sutekkā?)
- Daigoro Kumano (熊野 大五郎, Kumano Daigorō?) / Ki Ranger II (２代目キレンジャー, Nidaime Ki Renjā?) (épisodes 55-67)
  - Armes : YTC (ＹＴＣ, Wai Tī Shī?), Ki Sticker (キーステッカー, Kī Sutekkā?)
- Peggy Matsuyama (ペギー松山, Pegī Matsuyama?) / Momo Ranger (モモレンジャー, Momo Renjā?)
  - Armes : Pierce Bombs (ピアス爆弾, Piasu Bakudan?), Momo Mirror (モモミラー, Momo Mirā?), Momo Card (モモカード, Momo Kādo?)
- Kenji Asuka (明日香 健二, Asuka Kenji?) / Mido Ranger (ミドレンジャー, Mido Renjā?)
  - Armes : Mido-merang (ミドメラン, Midomeran?), New Mido-merang (ニューミドメラン, Nyū Midomeran?), Mido Puncher (ミドパンチャー, Mido Panchā?)

### Alliés
- Commandant Gonpachi Edogawa (江戸川 権八少佐, Edogawa Gonpachi Shōsa?)
- Yôkô Katô (加藤 陽子, Katō Yōkō?)
- Taro Katô (加藤 太郎, Katō Taro?)
- Gon (ゴン, Gon?)

### Armée de la Croix noire
L'armée de la Croix noire (黒十字軍, Kuro Jūjigun) est une armada cyborg terroriste à tendance nazie.
- Le Führer Black Cross (黒十字総統, Kuro Jūji Sōtō?) (épisodes 1-84) est le chef extraterestre de l'Armée.
- Sun Halo Kamen (日輪仮面, Nichirin Kamen?) (épisodes 15-20) dirige une brigade formée de cinq Monstres masqués. Il est surnommé « l'étoile d'Afrique » (アフリカの星, Afurika no Hoshi?).
- le général au masque de fer Temujin (鉄人仮面テムジン将軍, Tetsujin Kamen Temujin Shōgun?) (épisodes 20-42) dirige une brigade formée de dix-neuf Monstres masqués. Il est surnommé « le Démon mongol » (?).
- le général au masque volcanique Magman (火の山仮面マグマン将軍, Hinoyama Kamen Maguman Shōgun?) (épisodes 42-54) dirige une brigade formée de onze Monstres masqués. Il est également à la tête de la fortresse mobile Navarone (機動要塞ナバローン, Kidō Yōsai Nabarōn?).
- le commandant-en-chef Golden Kamen (ゴールデン仮面大将軍, Gōruden Kamen Daishōgun?) (épisodes 54-84) dirige une brigade formée de trente Monstres masqués.
- Les Monstres masqués (仮面怪人, Kamen Kaijin?) sont les commandants de l'Armée.  Ils portent tous une tenue agrémentée d'une cape et d'une grosse tête factice.
- Les Zolders (ゾルダー, Zorudā?) sont les fantassins de l'Armée.

## Véhicules
- Goranger Machines (ゴレンジャーマシーン, Gorenjā Mashīn?) (épisodes 1-54)
- Star Machines (スターマシーン, Sutā Mashīn?) (épisodes 55-84)
- Variblune (バリブルーン, Bariburūn?) (épisodes 1-42)
- Varidreen (バリドリーン, Baridorīn?) (épisodes 42-84)
- Varitank (バリタンク, Baritanku?) (épisodes 42-84)
- Varikikyun (バリキキューン, Barikikyūn?) (épisodes 69-84)

## Épisodes
1. Soleil écarlate ! Les invincibles Go Rangers (真っ赤な太陽！無敵のゴレンジャー, Makka na Taiyō! Muteki no Gorenjā?)
2. The Blue Earth! The Deforestation Plan of Death (青い地球！死の砂漠化計画, Aoi Chikyū! Shi no Sabakuka Keikaku?)
3. Big Counterattack! A Yellow Whirlwind (大逆襲！黄色いつむじ風, Dai Gyakushū! Kiiroi Tsumujikaze?)
4. A Crimson Kick! Smash the Micro Big Plan (紅のキック！砕けミクロ大作戦, Kurenai no Kikku! Kudake Mikuro Dai Sakusen?)
5. Green Anger, Immortal Gas-Person (みどり色の怒り 不死身ガス人間, Midori-iro no Ikari Fujimi Gasu Ningen?)
6. Red Riddle! Chase the Spy Route to the Sea (赤い謎！スパイルートを海に追え, Akai Nazo! Supai Rūto o Umi ni Oe?)
7. Pink Moonlight! Wolf Corps (ピンクの月光！オオカミ部隊, Pinku no Gekkō! Ōkami Butai?)
8. Black Fear! The Murderous Poison Fang (黒い恐怖！殺しの毒牙, Kuroi Kyōfu! Koroshi no Dokuga?)
9. Blue Shadow, Variblune Secret Strategy (青い影法師 バリブルーン秘密戦略, Aoi Kagebōshi Bariburūn Himitsu Senryaku?)
10. The Red Balloon! Wind Speed at 100 Meters (赤い風船！風速１００メートル, Akai Fūsen! Fūsoku Hyaku Mētoru?)
11. Green Shudder! The Escape From Ear Hell (みどり色の戦慄！耳地獄からの脱出, Midori-iro no Senritsu! Mimi Jigoku Kara no Dasshutsu?)
12. Super Energy of Silver! Burning Hell (銀色の超エネルギー！焦熱地獄, Gin'iro no Chō Enerugī! Shōnetsu Jigoku?)
13. The Pink Secret! Defeat the Human Bomb (ピンクの秘密！人間爆弾を倒せ, Pinku no Himitsu! Ningen Bakudan o Taose?)
14. The Red Coffin! The Mysterious Skull Mansion (赤い棺桶！ドクロ屋敷の怪, Akai Kan'oke! Dokuro Yashiki no Kai?)
15. The Big Blue Fortress! Big Raging Variblune (青い大要塞！大暴れバリブルーン, Aoi Dai Yōsai! Dai Abareru Bariburūn?)
16. White Weirdness! The Eye in the Mirror (白い怪奇！鏡の中の目, Shiroi Kaiki! Kagami no Naka no Me?)
17. The Purple Theme Park! A Demonic Cemetery (むらさき色の遊園地！悪魔の墓場, Murasaki-iro no Yūenchi! Akuma no Hakaba?)
18. Horrible Black Crusaders! Attack According to the (Secret) Plan (戦慄の黒十字軍！（秘）作戦で攻撃せよ, Senritsu no Kuro Jūjigun! (Hiso) Sakusen de Kōgeki Seyo?)
19. A Blue Spark! The Spy Front That Floats in the Sea (青い火花！海に浮かぶスパイ戦線, Aoi Hibana! Umi ni Ukabu Supai Sensen?)
20. Crimson Fight to the Death! Sunring Mask vs. Red Ranger (真っ赤な死闘！日輪仮面対アカレンジャー, Makka na Shitō! Nichirin Kamen Tai Aka Renjā?)
21. Blue Miracle! The Mysterious Airship That Came From Antiquity (青い驚異！古代から来た怪飛行船, Aoi Kyōi! Kodai Kara Kita Kai Hikōsen?)
22. Yellow Air Raid! Nightmares of Atlantis (黄色い空襲！アトランティスの悪夢, Kiiroi Kūshū! Atorantisu no Akuma?)
23. Green Dogfight! The End of the Mysterious Airship (みどりの空中戦！怪飛行船の最期, Midori no Kūshūsen! Kai Hikōsen no Saigo?)
24. Blue Anger! Strong Greenmerang, Big Counterattack (青い怒り！強烈ミドメラン大逆襲, Aoi Ikari! Kyōretsu Midomeran Dai Gyakushū?)
25. Crimson Fuse! The Eighth Torpedo Attack (真赤な導火線！八ツ目の魚雷攻撃, Makka na Dōkasen! Yattsume no Gyorai Kōgeki?)
26. Seven Vein Changes! The Dreadful Poison Expert (青すじ七変化！恐怖の毒薬博士, Aosuji Shichi Henka! Kyōfu no Dokuyaku Hakase?)
27. Yellow Object Q! FiveRanger Base S.O.S. (黄色い物体Ｑ！ ゴレンジャー基地ＳＯＳ, Kiiroi Buttai Kyū! Gorenjā Kichi Esu Ō Esu?)
28. Big Red Eruption! Infiltrate the Underground Base (赤い大噴火！地底基地に潜入せよ, Akai Dai Funka! Chitei Kichi ni Sennyū Seyo?)
29. Red Pursuit! The Mysterious Seal Train (赤い追撃！なぞの封印列車, Akai Tsuigeki! Nazo no Fūin Ressha?)
30. Golden Columns of Fire! Consecutive Mines, Big Explosions (金色の火柱！機雷連続大爆発, Kin'iro no Hibashira! Kirai Renzoku Dai Bakuhatsu?)
31. The Black Challenge! Enrage, Five Stars of Justice (黒い挑戦状！怒れ五つの正義の星, Kuroi Chōsenjō! Ikare Itsutsu no Seigi no Hoshi?)
32. Hot Blue Wind! No Response from Variblune (青い熱風！バリブルーン応答なし, Aoi Neppū! Bariburūn Ōtō-nashi?)
33. The Red Target! A Fake FiveRanger Appears (赤い標的！にせものゴレンジャー出現, Akai Hyōteki! Nisemono Gorenjā Shutsugen?)
34. The Yellow Spy Battle! You Saw the Power of YTC (黄色いスパイ戦！見たかＹＴＣの威力, Kiiroi Supai Ikusa! Mita ka Wai Tī Shī no Iryoku?)
35. Big Strange Black Bird! Gondola - War Bomber Fleet (黒い大怪鳥！コンドラー戦斗爆撃隊, Kuroi Dai Kai Tori! Kondorā Sentō Bakugeki Tai?)
36. The Fierce Crimson Charge! The Mobile Fortress Invincible Battleship (真赤な猛進撃！動く要塞無敵戦艦, Makka na Mō Shingeki! Ugoku Yōsai Muteki Senkan?)
37. A Pure White Flash! The Black Cross Führer's True Form (真白い閃光！黒十字総統の正体, Masshiroi Senkō! Kuro Jūji Sōtō no Shōtai?)
38. The Blue Cliff! The Search for Demonic Pirate Treasure (青い断崖！悪魔の海賊宝さがし, Aoi Dangai! Akuma no Kaizoku Takara Sagashi?)
39. Crimson Sea of Japan! The Mysterious Meteorite's ESP (真赤な日本海！怪隕石の超能力, Makka na Nihonkai! Kai Inseki no Chōnōryoku?)
40. The Crimson Vengeance Demon! The Pink Ranger From Hell (紅の復讐鬼！地獄のモモレンジャー, Kurenai no Fukushū Oni! Jigoku no Momo Renjā?)
41. Big Black Counterattack! The Battle of Tottori Dune (黒い大逆転！鳥取砂丘の攻防戦, Kuroi Dai Gyakushū! Tottori Sakkyū no Kōbōsen?)
42. The Black Ironman Dies! Farewell, Variblune (黒の鉄人死す！さらばバリブルーン, Kuroi Tetsujin Shisu! Saraba Bariburūn?)
43. The Crimson Phoenix! Enter, the Invincible Varidreen (真赤な不死鳥！無敵バリドリーン登場, Makka na Fushichō! Muteki Baridorīn Tōjō?)
44. Blue Multi-Purpose Tank! Varitank Launches (青い万能戦車！バリタンク発進, Aoi Bannō Sensha! Baritanku Hasshin?)
45. Dark Sword Shark! Attack of Marine Hitmen (暗黒の剣鮫！海の殺し屋襲来, Ankoku no Ken Same! Umi no Koroshiya Shūrai?)
46. Black Super Express! Locomotive Mask's Big Rampage (黒い超特急！機関車仮面大暴走, Kuroi Chōtokkyū! Kikansha Kamen Dai Bōsō?)
47. Big Red Counterattack! Angry FiveRanger (赤い大逆襲！怒りのゴレンジャー, Akai Dai Gyakushū! Ikari no Gorenjā?)
48. The Black Supply Depot! Close Call at the Theme Park (黒い補給基地！遊園地危機一髪, Kuroi Hokkyū Kichi! Yūenchi Kikiippatsu?)
49. The Big Green Escape! The Swastika's Trick Play (みどりの大脱走！卍のトリックプレイ, Midori no Dai Dassō! Manji no Torikku Purei?)
50. The Blue-Winged Secret! Dangerous Varidreen (青い翼の秘密！危うしバリドリーン, Aoi Tsubasa no Himitsu! Ayaui Shi Baridorīn?)
51. The Making of Blue Counterfeit Money! The Sunset Gunman (青いニセ札づくり！夕陽のガンマン, Aoi Nisesatsu-dzukuri! Sekiyō no Ganman?)
52. The Pink Telephone Demon! The Murderous Dial (ピンクの電話鬼！殺しのダイヤル, Pinku no Denwa Oni! Koroshi no Daiyaru?)
53. The Red Home Run King! The Deadly Number 1 (赤いホームラン王！必殺の背番号１, Akai Hōmu Ran Ō! Hissatsu no Sebangō Ichi?)
54. Crimson Challenge! Fire Mountain's Last Big Eruption (真赤な挑戦！火の山最期の大噴火, Makka na Chōsen! Hi no Yama Saigo no Dai Funka?)
55. The Colored Daishogun! Tutankamen's Curse (色の大将軍！ツタンカーメンの呪い, Iro no Daishōgun! Tsutankāmen no Noroi?)
56. Blue Summer Vacation! A Demon's Killing Beach (青い夏休み！魔の殺人海岸, Aoi Natsuyasumi! Ma no Satsujin Kaigan?)
57. The Black Encircling Net! Five-Faced Peggy (黒い包囲網！五つの顔のペギー, Kuroi Hōi Ami! Itsutsu no Kao no Pegī?)
58. Crimson Ambition! His Excellency the Führer's Gold Castle (真赤な野望！総統閣下の黄金城, Makka na Yabō! Sōtō Kakka no Ōgon Shiro?)
59. The Crimson South! The Mysterious Big Gold Plan (真赤な南国！謎のゴールド大作戦, Makka na Nankoku! Nazo no Gōrudo Dai Sakusen?)
60. Blue Inland Sea! The Floating Secret Fortress Island (青い瀬戸内海！浮かぶ秘密要塞島, Aoi Setonaikai! Ukabu Himitsu Yōsai Shima?)
61. The Pink KO Punch! End Ball Game (桃色のＫＯパンチ！エンドボール勝負, Momoiro no Kei Ō Panchi! Endo Bōru Shōbu?)
62. The White Mystery! The Trap of the Grim Reaper's Mansion (白い怪奇！死神館の罠, Shiroi Kaiki! Shinigami Kan no Wana?)
63. A Flash of Black Lightning! The Protruding Cannon (黒い電光石火！飛び出す大砲, Kuroi Denkōsekka! Tobidasu Taihō?)
64. Blue UFO!! The Space Army's Big Invasion (青いＵＦＯ！！宇宙軍団大襲来, Aoi Yūfō!! Uchū Gundan Dai Shūrai?)
65. The Crimson Suicide Squad!! The Crowded Fight at Black Cross Castle (真赤な決死隊！！殴りこみ黒十字城, Makka na Kesshitai!! Naguri Komi Kuro Jūji Shiro?)
66. The Red Hostage Exchange!! Battlers' Big Charge (赤い人質交換！！バットラー大襲撃, Akai Hitojichi Kōkan!! Battorā Dai Shūgeki?)
67. Crimson Special Attack!! Yellow Ranger Dies at Sunset (真赤な特攻！！キレンジャー夕陽に死す, Makka na Tokkō!! Ki Renjā Sekiyō ni Shisu?)
68. The Pink Rebellion!! The Big Attack of Needle-Needle-Needle (ピンクの反乱！！針・針・針の大攻撃, Pinku no Hanran!! Hari-hari-hari no Dai Kōgeki?)
69. The New Multicolored Vehicle!! Variccune Launches (五色新兵器！！バリキキューン発進, Goshiki Shinpei Utuswa!! Barikkyūn Hasshin?)
70. Blue Counterattack!! Stop the Space Express (青い逆襲！！宇宙特急をストップせよ, Aoi Gyakushū!! Uchū Tokkyū o Sutoppu Seyo?)
71. Big Crimson Decisive Battle!! The Earth Migration Plan (真赤な大決戦！！地球移動計画, Makka na Dai Kessen!! Chikyū Itō Keikaku?)
72. Blue Secrecy!! Baridreen Left to be Dismantled (青い機密！！解体されたバリドリーン, Aoi Kimitsu!! Kaitai Sareta Baridorīn?)
73. Black Whirlwind!! It's a Contest! A Straight Line (黒いつむじ風！！勝負だ！一直線, Kuroi Tsumujikaze!! Shōbu da! Itchokusen?)
74. Freezing Blue Wave!! The Plan to Freeze Earth (青い大寒波！！地球氷づけ作戦, Aoi Daikan Nami!! Chikyū Kōridzuke Sakusen?)
75. Fiery Crimson Hell!! Stove Mask's Conspiracy (真赤な火炎地獄！！ストーブ仮面の陰謀, Makka na Kaen Jigoku!! Sutōbu Kamen no Inbō?)
76. Crimson Infiltration!! Did You See Tsuyoshi Kaijou? (真赤な潜入！！君は海城剛を見たか？, Makka na Sannyū!! Kimi wa Kaijō Tsuyoshi o Mita ka??)
77. Black Fear!! The Bloodsucking Snake-Woman (黒い恐怖！！吸血ヘビ女, Kuroi Kyōfu!! Kyūketsu Hebi Onna?)
78. Black Jamming!! A Primeval Roar (黒い妨害電波！！原始の雄叫び, Kuroi Hōgaidenpa!! Genshi no Osakebi?)
79. Crimson Pursuit!! The Formless Assassin's True Form (真赤な追跡！！姿なき暗殺者の正体, Makka na Tsuiseki!! Sugata-naki Ansatsusha no Shōtai?)
80. Crimson Crossing in Enemy Territory! Escape to Hope (真赤な敵中横断！希望への脱出, Makka na Tekichō Ōdan! Kibō e no Dasshutsu?)
81. Black Doubt!! The Murder Spy's Trap (黒い疑惑！！殺人スパイの罠, Kuroi Giwaku!! Satsujin Supai no Wana?)
82. Black Magician!! Mystery of the Dollhouse?! (黒い魔術師！！人形館の怪？！, Kuroi Majutsushi!! Ningyōkan no Kai?!?)
83. Orange First Love!! The Roaring Megalopolis (オレンジ色の初恋！！吼える大都会, Orenji-iro no Hatsukoi!! Hoeru Daitokai?)
84. Great Crimson Victory!! Shine Forever, Five Stars (真赤な大勝利！！永久に輝け五つ星, Makka na Daishōri!! Eikyū ni Kagayake Itsutsu Hoshi?)

## Distribution
Les héros
- Makoto Naoya : Tsuyoshi Kaijō / Aka Ranger
- Hiroshi Miyauchi : Akira Shimei / Ao Ranger
- Baku Atakeyama : Daita Ōiwa / Ki Ranger I
- Jirō Daruma : Daigorō Kumano / Ki Ranger II
- Lisa Komaki : Peggy Matsuyama / Momo Ranger
- Yukio Itō : Kenji Asuka / Mido Ranger

Soutien
- Toshiro Takahara : Commandant Gonpachi Edogawa
- Eri Kanuma : Zero Zero Seven (Yōkō Katō)
- Hiroyuki Konuma : Taro Katō
- Saikio Kogawa : Gon (voix)

Armée de la Croix noire
- Mitsuo Andō : Führer Black Cross
- Hiroshi Masuoka : Sun Mask
- Shōzō Īzuka : Général au masque de fer Temujin / Commandant-en-chef Golden Mask
- Eisuke Yoda : Général au masque volcanique Magman

Narration
- Nobuo Tanaka (épisodes 1-14), Tōru Ōhira (épisodes 15-84)

## Autour de la série
- Dans cette série, l'abréviation EAGLE qui signifie Earth Guard League a également été rapprochée du mot eagle qui signifie aigle. C'est pourquoi leur symbole est un aigle.
- Haim Saban a déjà voulu adapter cette série de la même façon que ce qu'il fera quelques années plus tard avec Power Rangers, Masked Rider (avec la franchise Kamen Rider), ainsi que VR Troopers et Beetleborgs (avec la franchise Metal Hero). Un jour où il séjournait au Japon, il alluma la télé de son hôtel et découvrit Gorenger sur une des trois chaînes disponibles. C'est là que l'idée de créer une série Super Sentai américanisée (le nom Power Rangers ne lui viendra que bien plus tard) avec les costumes des séries de Sentai lui est venue (avant même la naissance de la franchise Super Sentai avec BattleFever J et bien avant que Gorenger et JAKQ ne soient réintégrées dans ladite franchise). Il avait fait un montage, en prenant des extraits de Gorenger avec des sous-titres en anglais qui ne traduisent pas les dialogues, mais qui expliquent son idée et comment gagner de l'argent avec la licence Sentai en Amérique. Il appelait ça son épisode pilote, mais les sous-titres étaient tellement ridicules qu'il n'a pas été pris au sérieux.
- Le premier épisode de Gorenger marque aussi le premier épisode de la franchise Super Sentai, bien que la série et la suivante ne seront réintégrées à la franchise que 20 ans après leur diffusion.
- Akarenger apparaîtra également dans de multiples contenus de la franchise, mais notamment toujours joué par Makoto Naoya dans les films Gokaiger, Goseiger : Super Sentai 199 Hero Daikessen et Kikai Sentai Zenkaiger, THE MOVIE : Akai Tatakai ! All Sentai Daishukai !!, célébrant respectivement les 35e et 45e Anniversaire de la franchise.
- Le Führer de la Croix Noire (黒十字総統 Kuro Jūji Sōtō) réapparaît justement dans Gokaiger, Goseiger : Super Sentai 199 Hero Daikessen. Il a ressuscité (grâce à la haine des ennemis morts des Super Sentai) et il déclenche une bataille entre les Goseiger et les Gokaiger pour se venger des Super Sentai. Il a ressuscité aussi plusieurs anciens chef ennemis des Super Sentai pour qu'ils combattent ses ennemis. Il sera finalement vaincu avec ses alliés par l'alliance des Goseiger, des Gokaiger, des véhicules de combat et des robot animés par eux-mêmes des Super Sentai[1]. Il sera de nouveau de retour dans le film de Zenkaiger, où il sera invoqué par le Super Warumono Warudo, puis dans le spin-off de ce même film, avec Normal Warumono Warudo.